# Laurentius (Gran)
Laurentius (ungarisch Lőrinc; † 1116/1117) war Erzbischof von Gran (Esztergom) von 1105/1106 bis 1116/1117.

## Leben
Lőrinc kam aus einer vornehmen Familie, sein Vater war Geistlicher am Hof des ungarischen Königs László I. Laurentius studierte möglicherweise in Laon. Er wurde 1111 als Mann bezeichnet, der mit der Philosophia umzugehen wisse. Er wurde Kaplan bei König Koloman.
Spätestens 1106 war Laurentius Erzbischof von Gran. Er begleitete König Koloman in den folgenden Jahren mehrmals nach Dalmatien. Laurentius stellte mehrere Urkunden für diesen aus, offensichtlich als Verantwortlicher in dessen Kanzlei. Zu seiner Zeit wurde das Bistum Nitra neu gegründet. In zwei Urkunden König Kolomans für das dortige Kloster Zobor war er der erstgenannte Zeuge. Unter Erzbischof Laurentius fanden zwei bedeutende Synoden in Gran statt. Auf der ersten wurden grundlegende Festlegungen zum Kirchenrecht in Ungarn getroffen, es wurden 72 Canones verabschiedet. Der Zeitpunkt ist unklar, 1106 und 1114 kommen in Frage.
Erzbischof Laurentius leitete 1116 die Begräbnisfeiern für König Koloman und krönte dessen Sohn Stephan II. zu dessen Nachfolger. Er führte für Stephan zunächst auch die Regierungsgeschäfte, muss aber bald danach gestorben sein.